# TBI Holdings
 TBI Holdings B.V. er en nederlandsk bygge- og anlægsvirksomhed. I 2022 havde de en omsætning på 2,2 mia. euro og 6.229 ansatte. Virksomheden blev etableret i 1982.